# Асылов, Берик Ногаевич
Берик Ногаевич Асылов (каз. Берік Ноғайұлы Асылов; род. 28 февраля 1964, Берлик) — Генеральный прокурор Республики Казахстан.

## Биография
Родился 28 февраля 1964 года в с. Берлик Мойынкумский район, Джамбылская область, КазССР.

### Должности
- Старший следователь прокуратуры Алатауского района г. Алматы, следователь, старший следователь по особо важным делам Генеральной прокуратуры Республики Казахстан, заместитель Алматинского авиационного транспортного прокурора, начальник отдела Генеральной прокуратуры Республики Казахстан, прокурор г. Шымкента, заместитель, первый заместитель прокурора Южно-Казахстанской области;
- Западный региональный транспортный прокурор (декабрь 2006 — март 2008);
- Прокурор Актюбинской области (март 2008—2010);
- Заместитель Генерального прокурора Республики Казахстан (июнь 2010 — 2011);
- Прокурор города Алматы (февраль 2011 — февраль 2017);
- Прокурор Северо-Казахстанской области (февраль 2017 — март 2019);
- Первый заместитель Генерального прокурора Республики Казахстан (март 2019 — март 2022);
- Генеральный прокурор Республики Казахстан (с 3 марта 2022)[2]

### Прочие должности
- Член Комиссии по правам человека при Президенте Республики Казахстан (с 18 сентября 2021)